# Rivière des Prairies
Der Rivière des Prairies (englisch River of the Prairies oder Back River) ist ein Fluss in der kanadischen Provinz Québec und bildet einen der Mündungsarme des Ottawa im Hochelaga-Archipel.
Er beginnt im Lac des Deux Montagnes und fließt in nordostwärts, wobei er die Île de Montréal von der Île Jésus trennt. Im Fluss verläuft die Grenze zwischen den Städten Montreal (im Südosten) und Laval (im Nordwesten). Nach rund 50 Kilometern nimmt er den Rivière des Mille Îles und den Rivière L’Assomption auf. Kurz danach, an der Nordspitze der Île de Montréal gegenüber von Charlemagne, mündet er in den Sankt-Lorenz-Strom.
Im Fluss liegen zahlreiche Inseln. Dazu gehören die Île Bizard, die Îles Laval und die Île de la Visitation. Bei letzterer befindet sich seit 1930 ein von Hydro-Québec betriebenes Laufwasserkraftwerk mit sechs Generatoren und einer Leistung von 48 MW. Unterhalb der Îles Laval befinden sich Stromschnellen, die Rapides du Cheval Blanc.
Seinen Namen erhielt der Fluss im Jahr 1615 von Samuel de Champlain.